# راسيل هايدن
راسيل هايدن (بالإنجليزية: Russell Hayden) هو ممثل أمريكي، ولد في 12 يونيو 1912 في الولايات المتحدة، وتوفي بنفس المكان في 9 يونيو 1981.

## وصلات خارجية
- راسيل هايدن على موقع IMDb (الإنجليزية)
- راسيل هايدن على موقع ألو سيني (الفرنسية)
- راسيل هايدن على موقع ميوزك برينز (الإنجليزية)
- راسيل هايدن على موقع أول موفي (الإنجليزية)
- راسيل هايدن على موقع قاعدة بيانات الأفلام السويدية (السويدية)
- راسيل هايدن على موقع قاعدة بيانات الفيلم (الإنجليزية)
- راسيل هايدن على موقع كينوبويسك (الروسية)